# Найт, Фрэнк
Фрэнк Хайнеман Найт (англ. Frank Hyneman Knight; 7 ноября 1885, округ Мак-Лейн, Иллинойс — 15 апреля 1972, Чикаго) — американский экономист, разрабатывал теории предпринимательства, неопределённости и прибыли. Большую часть своей карьеры работал в Чикагском университете, где он стал одним из основателей Чикагской школы.

## Биография
В 1911 году получил степень бакалавра в Миллиганском колледже, штат Теннесси; в 1913 году степень магистра в Университете Теннесси. В 1916 году получил докторскую степень в Корнеллском университете. С 1927 по 1955 годы работал в Чикагском университете.

## Профессиональная деятельность
Одной из самых выдающихся работ в истории экономической мысли, посвящённой проблемам предпринимательства и совершенной конкуренции является монография Найта «Риск, неопределённость и прибыль» (Risk, Uncertainty and Profit, 1921), основанная на его докторской диссертации.
Считал основным в экономической системе рыночный механизм, был противником государственного вмешательства в экономику. Один из основателей общества «Мон Пелерин». Президент Американской экономической ассоциации в 1950 год. Награждён медалью Фрэнсиса Уокера (1957 г.)

## Оценки
Лауреаты Нобелевской премии Милтон Фридман, Джордж Стиглер и Джеймс М. Бьюкенен были учениками Найта в Чикаго. Рональд Коуз сказал, что Найт, хотя и не был его учителем, оказал большое влияние на его мышление. Ф. А. Хайек считал Найта одной из главных фигур в сохранении и продвижении классической либеральной мысли в двадцатом веке.
Пол Самуэльсон назвал Найта (наряду с Гарри Ганнисоном Брауном, Эллином Эбботом Янгом, Генри Ладвеллом Муром, Уэсли Клером Митчеллом, Джейкобом Винером и Генри Шульцем) одним из нескольких «американских святых в экономике», родившихся после 1860 года.